# Jetsam (Film)
Jetsam ist ein britischer Thriller aus dem Jahr 2007, geschrieben und inszeniert von Simon Welsford.

## Handlung
Grace wird zusammen mit einem Mann, an den sie sich nicht erinnern kann, an einen Strand gespült. Doch da schnell klar wird, dass der Mann sie töten will, ist Grace gezwungen, zu extremen Maßnahmen zu greifen, um am Leben zu bleiben und gleichzeitig ihr Gedächtnis wiederherzustellen.

## Produktion
Es wurde im englischen Badeort Margate für die No-Budget-Summe (filmmäßig gesehen) von 3000 Pfund Sterling (etwa 5700 US-Dollar) und in den Hauptrollen Alex Reid,  Shauna Macdonald und Jamie Draven. Die zweiwöchigen Dreharbeiten endeten am 27. Mai 2006, und die Vorproduktion wurde fast ein Jahr später, am 8. März 2007, abgeschlossen. Der Film wurde auf dem 51. London International Film Festival uraufgeführt und erhielt viele positive Kritiken. Es hat auch beim Slamdance Film Festival große Anerkennung gefunden. Im August 2009 wurde ihm schließlich eine landesweite Veröffentlichung in Großbritannien gewährt. Die Margate-Küste in Kent bot die perfekte Kulisse für die stimmungsvolle, unbeständige Atmosphäre, die der Thriller verlangte.